# پیمان یاش
پیمان یاش (Treaty of Jassy)، بین امپراتوری روسیه و امپراتوری عثمانی منعقد گشت. این پیمان در شهر یاش (Iași) در مولداوی (رومانی امروزی) به امضا رسیده است. طبق مفاد این معاهده، جنگ بین روسیه و عثمانی در سال‌های ۱۷۸۷–۱۷۹۲ میلادی خاتمه یافت؛ و بر گسترش نفوذ روسیه در دریای سیاه موافقت شد.
این پیمان در تاریخ ۹ ژانویه سال ۱۷۹۲ بین نمایندگان دو طرف به امضا رسید. پیمان یاش حق حاکمیت روسیه بر منطقه کریمه را به رسمیت شناخت. (طبق معاهده قبلی میان دو کشور، موسوم به عهدنامه کوچوک قینارجه؛ منطقه کریمه به روسیه واگذار شده بود؛ و در این معاهده بر همان معاهده قبلی تأکید شد) طبق این پیمان، رودخانه دنیستر به عنوان مرز ۲ کشور شناخته شد.